# Дербенёв, Павел Никанорович
Павел Никанорович Дербенёв (1852—1920) — городской голова Иваново-Вознесенска (ныне Иваново) в 1894—1905 гг., мануфактур-советник, потомственный почётный гражданин.

## Биография

### Предпринимательство
П. Н. Дербенёв принадлежал к роду текстильных промышленников Владимирского края, основателем которого в начале XIX века был Тимофей Васильевич Дербенёв (1792—1854), крестьянин деревни Агрофенино Ковровского уезда Владимирской губернии, в 1832 году основавший ткацкую мастерскую. Его сын Никанор Тимофеевич в 1875 году переехал в Иваново-Вознесенск, где значительно увеличил объёмы производства и ассортимент текстильной продукции. В 1887 году наследники последнего — сыновья Александр, Иван, Павел и Ефим по духовному завещанию отца учредили «Товарищество мануфактур Никанора Дербенёва — сыновья».

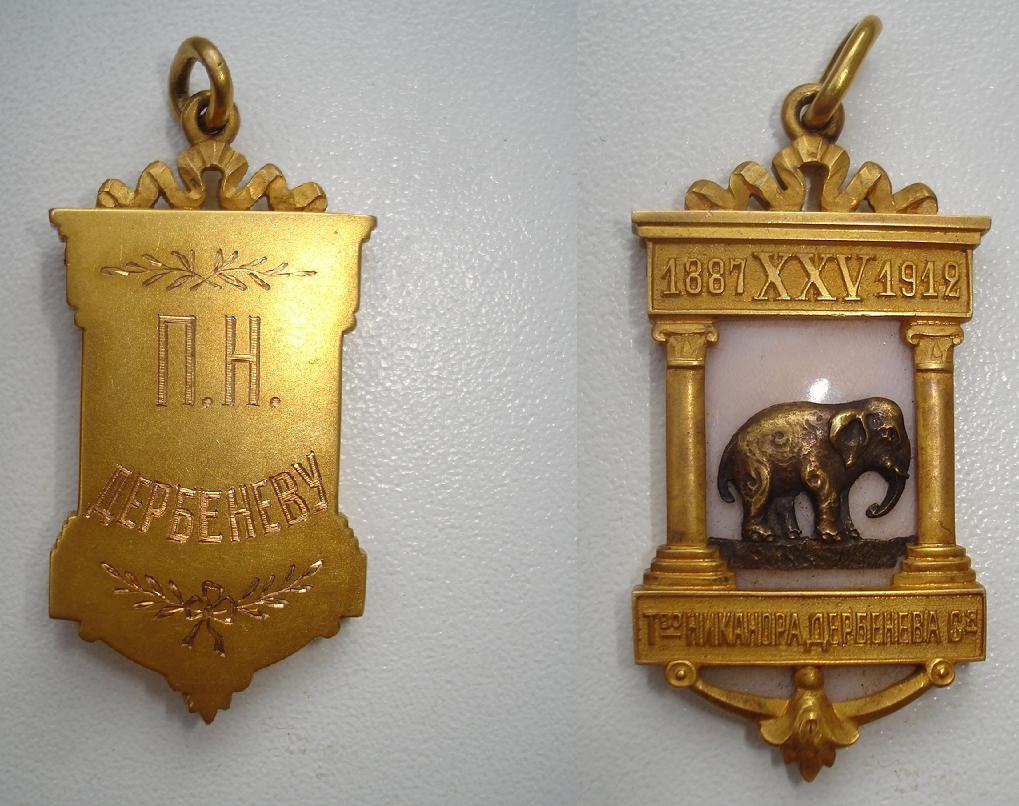
Юбилейная Эмблема «Товарищество мануфактур Никанора Дербенёва — сыновья — 25 лет»

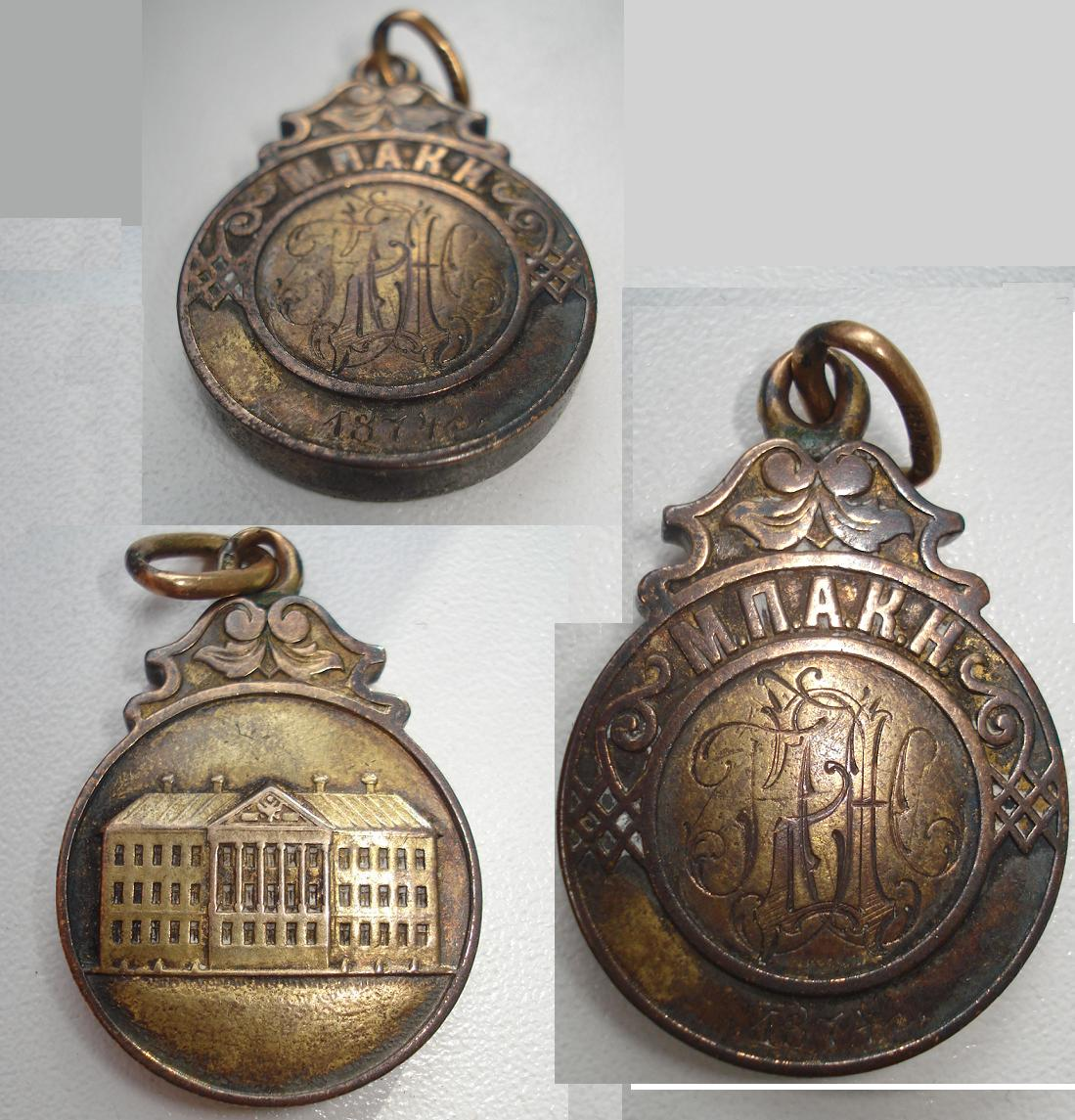
Эмблема Мануфактуры. Аверс — вензель. Реверс — Московская практическая академия коммерческих наук.

К 1 января 1916 года баланс фирмы составлял 15,63 миллиона рублей, общее число рабочих, занятых в производстве — 6,4 тысячи человек. Прядильные и ткацкие фабрики Товарищества находились в Иваново-Вознесенске (в советский период Ивановская ткацкая фабрика имени С. М. Кирова, ныне в её здании открыт «Офисно-деловой Дербенёвъ-центр»), в поселке Камешково, близ станции Новки Московско-Нижегородской дороги, в Гавриловом Посаде. Перед революцией 1917 года 2,5 млн.руб. было вложено в добычу нефти в Балахинский нефтепромысел в Бакинском регионе, а также приобретены акции общества «Чаркен», добывавшего нефть в месторождении Челекен (Хазар) на туркменском побережье Каспия.

### Общественная деятельность

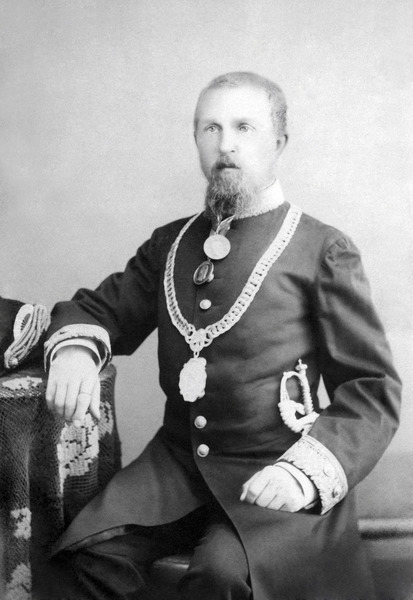

Образование получил в Императорской Практической академии (1875) и в Gewerbeakademie в Хемнице (Германия). В 1882 году включился в общественную деятельность, когда был избран членом-казначеем Иваново-Вознесенской городской управы, а затем стал городским головой и находился на этой должности до 1905 года. Возглавляя городскую администрацию, он приложил немало усилий для благоустройства Иваново-Вознесенска. Под его руководством и на его средства были построены здания Городской думы Иваново-Вознесенска, пожарного депо, реального училища и школы колористов, один из мостов через реку Уводь, значительно улучшено уличное освещение. Он принимал также непосредственное участие в прокладке железных дорог в регионе. Вместе с братьями явился основателем будущего города Камешково, районного центра Владимирской области, появившегося вокруг заложенных Дербеневыми в 1892 году ткацкой и прядильных фабрик, где основу составило обнищавшее население близлежащих поселений.
В течение многих лет Павел Никанорович состоял председателем Сиротского суда, был церковным старостой в селе Седакове, почётным попечителем Иваново-Вознесенского реального училища, членом губернского присутствия по фабричным делам, гласным Шуйского уездного и Владимирского губернского земских собраний, членом Шуйского попечительства детских приютов, Ведомства учреждений императрицы Марии, Иваново-Вознесенского и Шуйского благотворительных обществ.
Павел Никанорович и его ближайшие родственники финансировали строительство или капитальную реконструкцию трёхпрестольной церкви Владимирской Божьей матери в г. Иваново, храмов в сёлах Петровское (на Уводи), Великово (на Тальше), Вознесенье Савинского р-на Ивановской обл., Эдемское и Камешково (Камешковский р-н Владимирской обл.) Они также внесли пожертвования Владимирской общине, которая в 1916 г. была преобразована в монастырь.
За свои заслуги Павел Никанорович получил орден Святой Анны 3-й степени и неоднократно встречался с императором Николаем II, который высоко оценивал его как предпринимателя, так и в качестве общественного деятеля.
После революции П. Н. Дербенёв подвергался преследованиям за трудовой произвол по отношению к рабочим фабрик. Тем не менее, вместе с семьёй ему удалось перебраться в Москву, где некоторое время работал бухгалтером в ВСНХ. Похоронен на Новодевичьем кладбище.

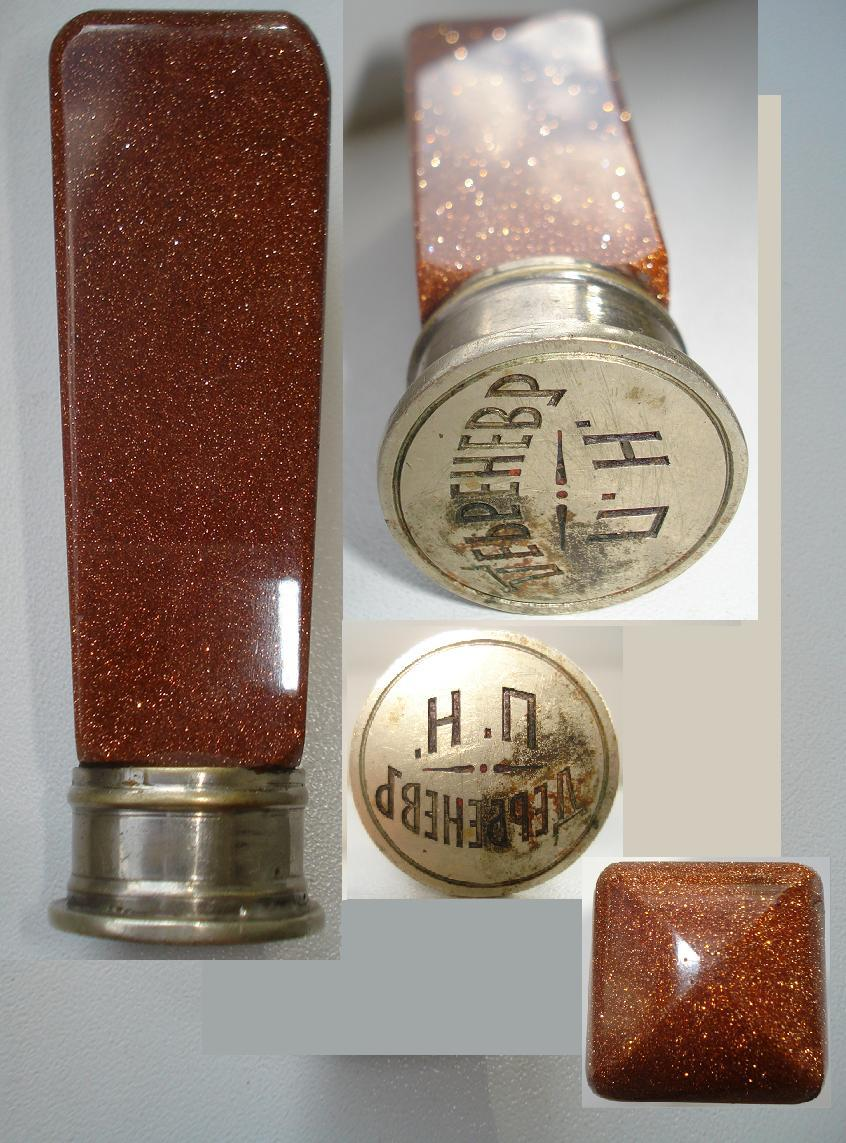
Личная печать П. Н. Дербенёва

### Семья
Павел Никанорович Дербенёв имел девять детей: Веру, Сергея, Елену, Надежду, Наталью, Ольгу, Анну, Николая и Варвару.
Дочь Дербенёва-Ухова Варвара Павловна (1902—1982) — энтомолог, профессор, доктор биологических наук.

## Награды
- Орден Святой Анны III степени.
- Золотая медаль «За усердие» для ношения на Аннинской ленте[3]. Золотая медаль «За усердие», которой был удостоен П. Н. Дербенёв

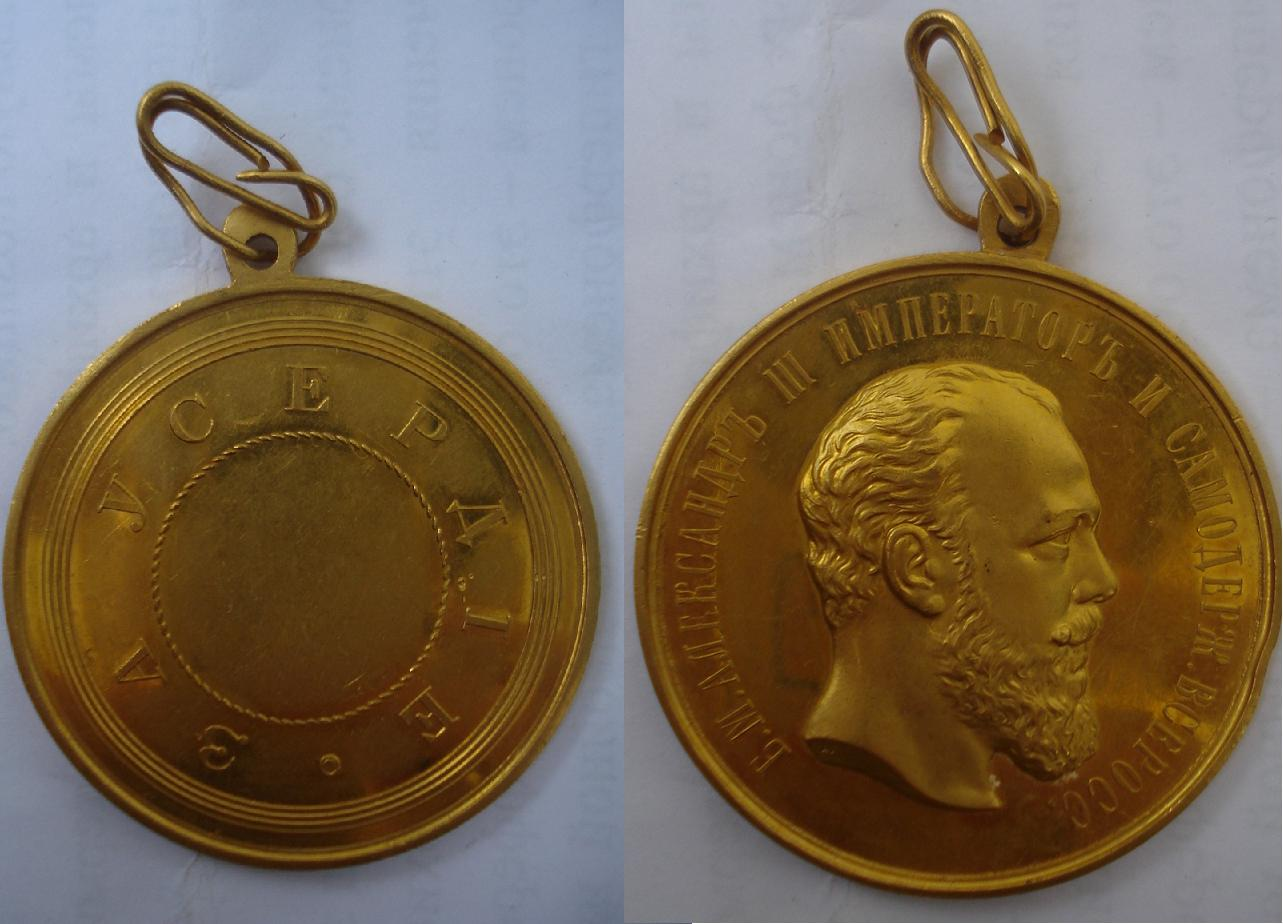
Золотая медаль «За усердие», которой был удостоен П. Н. Дербенёв

- Медаль «За Успехи в Учении», полученная в Gewerbeakademie в Хемнице. Медаль «За Успехи в Учении», полученная в Gewerbeakademie в Хемнице. На аверсе надпись: P.Derbenerv aus Vosnjesenie

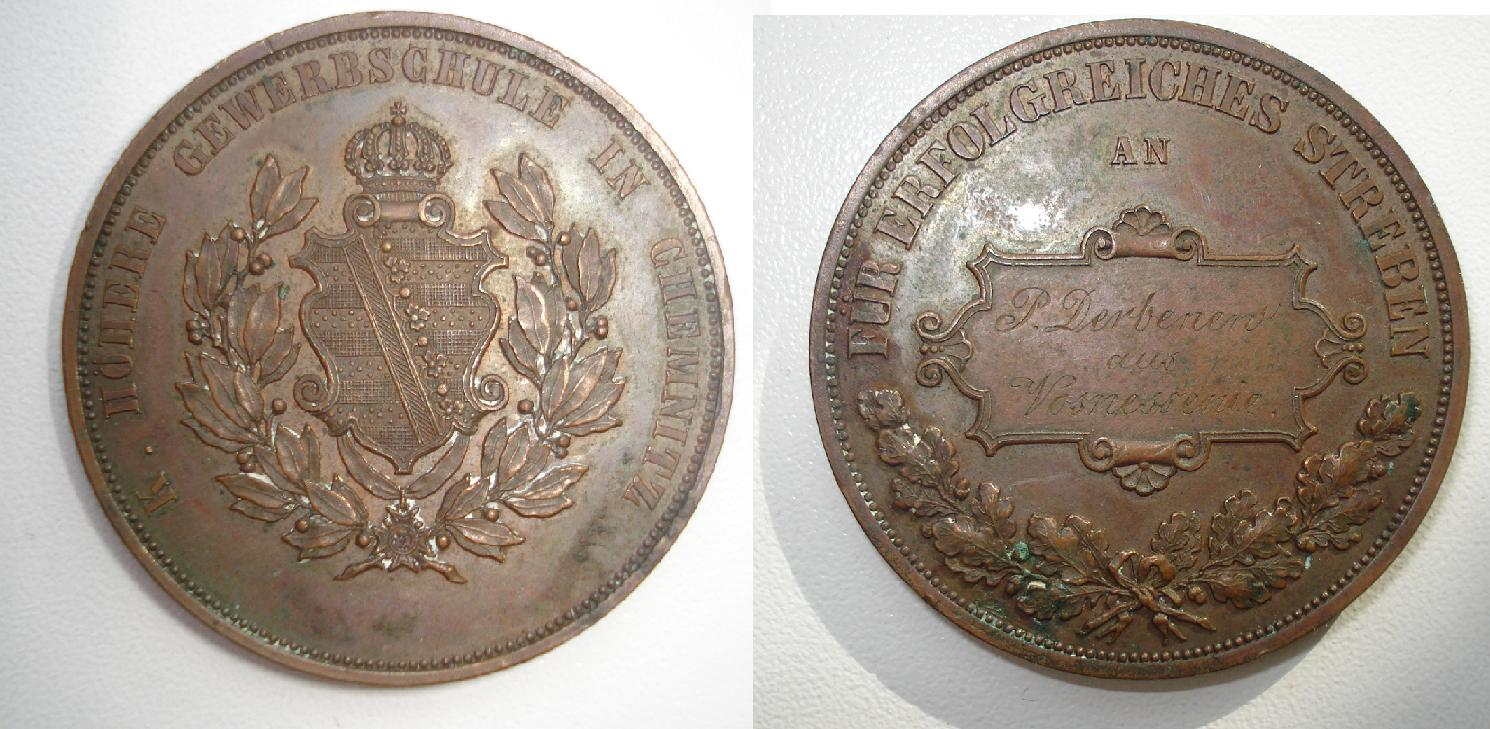
Медаль «За Успехи в Учении», полученная в Gewerbeakademie в Хемнице. На аверсе надпись: P.Derbenerv aus Vosnjesenie